# Abuan (Kintamani)
Abuan is een bestuurslaag in het regentschap Bangli van de provincie Bali, Indonesië. Abuan telt 1518 inwoners (volkstelling 2010).